# Trip the Light Fantastic
Albums de Sophie Ellis-Bextor
Shoot from the Hip
(2003) Make a Scene
(2011)
Singles
1. Catch You
Sortie : 19 février 2007
2. Me and My Imagination
Sortie : 7 mai 2007
3. Today the Sun's on Us
Sortie : 13 août 2007

Trip the Light Fantastic est le troisième album studio de la chanteuse britannique Sophie Ellis-Bextor. Il est sorti le 21 mai 2007.

## Liste des pistes
| 1.  | Catch You               | Cathy Dennis, Greg Kurstin                              | Kurstin                                   | 3:19 |
| 2.  | Me and My Imagination   | Ellis-Bextor, Matt Prime, Hannah Robinson               | Prime, Jeremy Wheatley*, Brio Taliaferro* | 3:27 |
| 3.  | Today the Sun's on Us   | Ellis-Bextor, Steve Robson, Nina Woodford               | Wheatley, Taliaferro                      | 4:18 |
| 4.  | New York City Lights    | Ellis-Bextor, Matt Rowe, Richard "Biff" Stannard        | Rowe, Stannard                            | 3:53 |
| 5.  | If I Can't Dance        | Ellis-Bextor, Dimitri Tikovoi                           | Tikovoi, Wheatley*, Taliaferro*           | 3:27 |
| 6.  | The Distance Between Us | Ellis-Bextor, Liam Howe                                 | Howe                                      | 4:26 |
| 7.  | If You Go               | Ellis-Bextor, Brian Higgins, Miranda Cooper, Tim Powell | Higgins, Xenomania                        | 3:27 |
| 8.  | Only One                | Ellis-Bextor, Dan Gillespie Sells                       | Tikovoi, Wheatley*                        | 3:46 |
| 9.  | Love Is Here            | Ellis-Bextor, Sells                                     | Wheatley, Taliaferro                      | 4:35 |
| 10. | New Flame               | Ellis-Bextor, Tikovoi                                   | Tikovoi, Wheatley*, Taliaferro*           | 2:52 |
| 11. | China Heart             | Ellis-Bextor, Pascal Gabriel, Robinson                  | Gabriel                                   | 3:44 |
| 12. | What Have We Started?   | Ellis-Bextor, Gabriel, Robinson                         | Gabriel                                   | 4:08 |

| 13. | Can't Have It All | Ellis-Bextor, Eg White                                 | Wheatley, Taliaferro | 4:08 |
| 14. | Supersonic        | Ellis-Bextor, Fred Schneider, Bruce Brody, James Staub | Wheatley, Taliaferro | 4:03 |

(* — production additionnelle)